# Aguascalientes (město)
Aguascalientes je hlavní město stejnojmenného státu v Mexiku. Leží v nadmořské výšce kolem 1880 m a s více než 850 tisíci obyvatel je nejlidnatějším městem státu (metropolitní oblast má přes 1 200 000) s rozvinutou infrastrukturou. Má vlastní letiště i metro.

## Historie

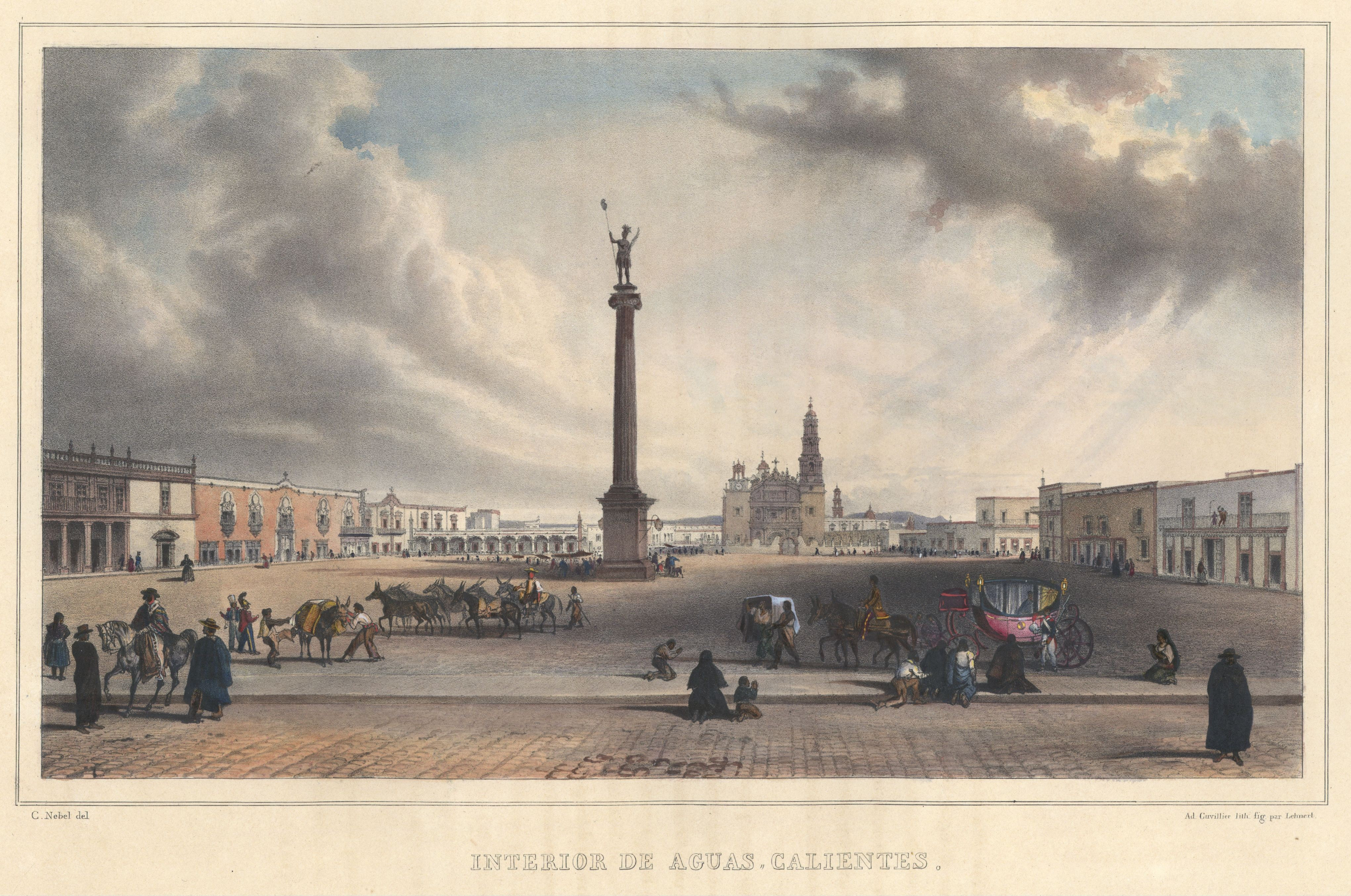
Centrum s katedrálou a pomníkem Indiána; Karl Nebel, litografie, 1836

Území bylo obydleno již od středověku. Město bylo podle španělských historiků oficiálně založeno až v roce 1575 jako poštovní stanice s názvem Nuestra Señora de la Asunción de Aguascalientes, spojka mezi městy Zacatecas a Ciudad de México. Název byl odkazem na teplé prameny, které se využívají dosud, především pro koupaliště s léčivými účinky. V roce 1575 Španělé zbudovali pevnost proti obyvatelům zdejšího kmene Čičimekenů.
Do první třetiny 19. století město správou patřilo pod Novou Galicii. Roku 1835 bylo prohlášeno hlavním městem stejnojmenného autonomního státu a dalo postavit pomník původním obyvatelům ve formě sloupu s postavou Indiána na vrcholu. V nové době byl Indián nahrazen sochou vzlétajícího orla, symbolu nezávislé vlády.  
Nyní se řadí mezi nejbezpečnější města v Mexiku a je vyhledávaným letoviskem.

## Hospodářství
Díky IT technologiím a průmyslu město patří k nejprogresivnějším a nejrychleji se rozvíjejícím v zemi. Průmyslová zóna vyniká od roku 1972 díky filiálce automobilky NISSAN, v níž se montuje 850.000 aut ročně.

## Památky
- Katedrála (Catedral del Virgen de la Asunción) - barokní stavba z 18. století, interiér z konce 19. století
- Kostel sv. Antonína Paduánského (foto v infoboxu) - monumentální trojvěžová stavba v novobarokním stylu z roku 1908
- Palác radnice (Palacio municipal) - raně barokní stavba ze 17. století, dochoval se původní klenutý sál
- Tři muzea: 
  - Regionální muzeum historie
  - Muzeum a galerie mexického malíře a ilustrátora Josého Guadalupa Posady († 1913)
  - Národní muzeum smrti - mexické etnografické muzeum s památkami zdejšího kultu smrti

## Školství
Ve městě jsou evidovány 4 vysoké školy a 21 vyšších středních škol.

## Slavnosti
- Feria Nacíonal de San Marcos - každoroční hlavní svátek města

## Sport
- Fotbalový klub Necaxa a jeho stadión Estada Victoria
- Velodrom postavený roku 2000 pro panamerické hry
- Basebalový klub
- Každoročně se zde hraje mezinárodní tenisový challenger.